# スーザン・メイ・プラット
スーザン・メイ・プラット（Susan May Pratt, 1974年 - ）はアメリカ合衆国ミシガン州出身の女優である。父親はミシガン州立大学の物理の教授。
ティーンエイジャーの頃からモデルとして活動していた。ニューヨークのパーソンズ・スクール・オブ・デザインで建築を学びながら演技のクラスも取るようになる。彼女のエージェンシーがインディペンデント映画の主役のオーディションを持ってきたことがきっかけで、本格的に俳優を志すようになった。
テレビシリーズ『LAW & ORDER』『CSI:科学捜査班』『サード・ウォッチ』などへのゲスト出演もある。
なお、スーザン・プラット（Susan Pratt） は別の女優である。

## 主な出演作品
- ノー・ルッキング・バック No Looking Back  (1998)
- 恋のからさわぎ 10 Things I Hate About You  (1999)
- ニコルに夢中
- センターステージ Center Stage  (2000)